# Gaël N'Lundulu
Gaël N'Lundulu (Villiers-le-Bel, 29 aprile 1992) è un calciatore francese, attaccante o centrocampista del Paris Saint-Germain 2.